# Bregalnica
Bregalnica (makedonska: Брегалница) är ett vattendrag i Nordmakedonien. Det ligger i den centrala delen av landet, 60 kilometer sydost om huvudstaden Skopje.
Trakten runt Bregalnica består till största delen av jordbruksmark. Runt Bregalnica är det glesbefolkat, med 16 invånare per kvadratkilometer.